# Thaumeledone brevis
Thaumeledone brevis är en bläckfiskart som först beskrevs av William Evans Hoyle 1885.  Thaumeledone brevis ingår i släktet Thaumeledone och familjen Octopodidae. Inga underarter finns listade i Catalogue of Life.